# Evolvulus kramerioides
Evolvulus kramerioides är en vindeväxtart som beskrevs av Carl Friedrich Philipp von Martius. Evolvulus kramerioides ingår i släktet Evolvulus och familjen vindeväxter. Inga underarter finns listade i Catalogue of Life.